# Augochloropsis nitidicollis
Augochloropsis nitidicollis är en biart som först beskrevs av Joseph Vachal 1903.  Augochloropsis nitidicollis ingår i släktet Augochloropsis och familjen vägbin. Inga underarter finns listade.